# Föderation der Bischofskonferenzen in Asien
Die Föderation der Bischofskonferenzen in Asien (englisch Federation of Asian Bishops' Conferences; kurz FABC) ist ein Zusammenschluss von Bischofskonferenzen der katholischen Kirche in Süd-, Südost-, Ost- und Zentralasien.

## Organisation
Der Verband ist ein freiwilliger Zusammenschluss von Bischofskonferenzen in Asien, der mit Genehmigung des Heiligen Stuhls gegründet wurde. Er fördert die Solidarität und die gemeinsame Verantwortung für das Wohl der Kirche und der Gesellschaft in der Region. Die Beschlüsse der Föderation sind rechtlich nicht bindend; ihre Annahme ist Ausdruck kollegialer Verantwortung.
Präsident seit 2019 ist Charles Maung Kardinal Bo SDB, Erzbischof von Yangon. In Bangkok befindet sich auch der Hauptsitz mit dem Generalsekretariat der FABC, weitere Büros befinden sich in den Mitgliederländern.

## Mitglieder
| Katholische Bischofskonferenz von Bangladesch (CBCB)                    | Bangladesch                                                                                            |                                   |
| Konferenz katholischer Bischöfe von Indien (CCBI)                       | Indien                                                                                                 | Bangalore; nur lateinische Kirche |
| Katholische Bischofskonferenz von Indien (CBCI)                         | Indien                                                                                                 | Neu-Delhi                         |
| Indonesische Bischofskonferenz (KWI)                                    | Indonesien                                                                                             |                                   |
| Katholische Bischofskonferenz von Japan                                 | Japan                                                                                                  |                                   |
| Bischofskonferenz von Laos und Kambodscha                               | Kambodscha und Laos                                                                                    |                                   |
| Katholische Bischofskonferenz von Korea                                 | Südkorea und Nordkorea                                                                                 |                                   |
| Katholische Bischofskonferenz von Malaysia, Singapur und Brunei (BCMSB) | Malaysia, Singapur und Brunei                                                                          |                                   |
| Katholische Bischofskonferenz von Myanmar (MCBC)                        | Myanmar                                                                                                |                                   |
| Pakistanische katholische Bischofskonferenz (PCBC)                      | Pakistan                                                                                               |                                   |
| Katholische Bischofskonferenz der Philippinen (CBCP)                    | Philippinen                                                                                            |                                   |
| Katholische Bischofskonferenz von Sri Lanka                             | Sri Lanka                                                                                              |                                   |
| Katholische taiwanische regionale Bischofskonferenz                     | Taiwan                                                                                                 |                                   |
| Thailändische Bischofskonferenz                                         | Thailand                                                                                               |                                   |
| Timoresische Bischofskonferenz (CET)                                    | Osttimor                                                                                               |                                   |
| Vietnamesische Bischofskonferenz                                        | Vietnam                                                                                                |                                   |
| Bischofskonferenz von Zentralasien                                      | Kasachstan, Kirgisistan, Tadschikistan, Turkmenistan, Usbekistan, Afghanistan, Mongolei, Aserbaidschan |                                   |
| Bischofssynode der syro-malabarischen Kirche                            | Syro-malabarische Kirche                                                                               |                                   |
| Bischofssynode der syro-malankarischen Kirche                           | Syro-malankarische Kirche                                                                              |                                   |

### Assoziierte Mitglieder
| Bistum Hongkong              | Hongkong |
| Bistum Macau                 | Macau    |
| Apostolisches Vikariat Nepal | Nepal    |